# The Salute Tour
The Salute Tour foi a segunda turnê musical do grupo feminino britânico Little Mix. Este serviu para promover o seu segundo álbum de estúdio Salute (2013). A turnê marca a primeira vez que a banda vai a arenas em datas selecionadas. A turnê iniciou-se em 16 de maio de 2014, em Birmingham, Inglaterra e terminou em 27 de julho de 2014 em Scarborough, North Yorkshire, Inglaterra. Em abril de 2014, foi anunciado que a turnê seria expandida para incluir uma etapa norte-americana, a partir de Boca Raton, Florida e concluiria em Toronto, Canadá. Em julho de 2014, a parte norte-americana da turnê foi cancelada devido a grande demanda de expansão pelo terceiro álbum.

## Setlist
Ato 1
1. "Salute"
2. "Nothing Feels Like You"
3. "About The Boy"
4. "Change Your Life"
5. "Dark Horse" (Cover)

Ato 2
1. "A Different Beat"
2. "How Ya Doin'?"
3. "Mr Loverboy"
4. "Boy"
5. "Towers"
6. "Competition"
7. "Word Up"

Ato 3
1. "DNA"
2. "Stand Down"
3. "Talk Dirty/Can't Hold Us" (contem elementos de "Niggas in Paris" e "Run the World (Girls)")
4. "Little Me"
5. "Move"

Encore
1. "Good Enough"
2. "Wings"

## Antecedentes
A turnê foi anunciada oficialmente
em 02 de dezembro de 2013 através das  redes sociais da banda e os ingressos foram postos à venda em 06 de dezembro de 2013. Devido à boa recepção nas vendas de ingressos foram adicionadas duas datas, em Glasgow e Cardiff. Também devido à demanda do público excepcional em Manchester foi mudada da O2 Manchester Apollo para a Manchester Arena. O show de Nottingham também foi transferido do Nottingham Royal Concert Hall no dia 5 de junho para o Capital FM Arena em 28 de maio. Os ingressos para a fase norte-americana da turnê foram colocado à venda em 26 de abril de 2014. Em 04 de julho de 2014, Little Mix divulgou um comunicado em seu site, anunciando o cancelamento da fase norte-americana da turnê, a fim de priorizar a criação de seu terceiro álbum.

## Atos de abertura
- M.O[5][6] (UK & Irlanda)
- Harvey (UK)
- NVS (UK & Irlanda)

## Datas da turnê
| Data                | Cidade        | País             | Arena                            | Ingressos               | Faturamentos |
| ------------------- | ------------- | ---------------- | -------------------------------- | ----------------------- | ------------ |
| UK & Ireland        |               |                  |                                  |                         |              |
| 16 de maio de 2014  | Birmingham    | Reino Unido      | LG Arena                         | 15,700 / 15,700         | $589,514     |
| 17 de maio de 2014  | Newcastle     | Reino Unido      | Metro Radio Arena                | 11,000 / 11,000         | $373,874     |
| 19 de maio de 2014  | Edinburgh     | Escócia          | Usher Hall                       | 2,200 / 2,200           | $171,031     |
| 20 de maio de 2014  | Glasgow       | Escócia          | Clyde Auditorium                 | 3,300/ 3,300            | $376,912     |
| 21 de maio de 2014  | Glasgow       | Escócia          | Clyde Auditorium                 | 3,300/ 3,300            | $376,912     |
| 23 de maio de 2014  | Liverpool     | Reino Unido      | Echo Arena Liverpool             | 11,000 / 11,000         | $370,043     |
| 24 de maio de 2014  | Sheffield     | Reino Unido      | Motorpoint Arena Sheffield       | 13,500 / 13,500         | $986,660     |
| 25 de maio de 2014  | London        | Reino Unido      | The O2 Arena                     | 20,000 / 20,000         | $1,772,257   |
| 27 de maio de 2014  | Manchester    | Reino Unido      | Phones 4u Arena                  | 14,060 / 14,060         | $1,549,746   |
| 28 de maio de 2014  | Nottingham    | Reino Unido      | Capital FM Arena                 | 10,000 / 10,000         | $887,302     |
| 30 de maio de 2014  | Plymouth      | Reino Unido      | Plymouth Pavilions               | 4,000 / 4,000           | $201,113     |
| 31 de maio de 2014  | Cardiff       | Escócia          | Motorpoint Arena Cardiff         | 7,500 / 7,500           | $388,488     |
| 2 de junho de 2014  | Blackpool     | Reino Unido      | Blackpool Opera House            | 2,920/ 2,920            | $109,560     |
| 4 de junho de 2014  | Bournemouth   | Reino Unido      | Bournemouth International Centre | 6,500 / 6,500           | $254,150     |
| 5 de junho de 2014  | Cardiff       | Escócia          | Motorpoint Arena Cardiff         | 7,500 / 7,500           | $403,787     |
| 6 de junho de 2014  | Brighton      | Reino Unido      | Brighton Centre                  | 3,762 / 3,762           | $147,094     |
| 8 de junho de 2014  | Dublin        | Irlanda          | The O2, Dublin                   | 9,500 / 9,500           | $684,934     |
| 9 de junho de 2014  | Belfast       | Irlanda do Norte | Odyssey Arena                    | 11,058 / 11,058         | $1,379,001   |
| 26 de julho de 2014 | Isle of Wight | Reino Unido      | Osborne House                    | —                       | —            |
| 27 de julho de 2014 | Scarborough   | Reino Unido      | Scarborough Open Air Theatre     | —                       | —            |
| TOTAL               | TOTAL         | TOTAL            | TOTAL                            | 370,058 /370,058 (100%) | $8,625,466   |

### Apresentações canceladas
| Datas                  | Cidade               | País           | Local                            | Razão                                          |
| ---------------------- | -------------------- | -------------- | -------------------------------- | ---------------------------------------------- |
| 10 de setembro de 2014 | Boca Raton           | Estados Unidos | Mizner Park Amphitheater         | Gravando terceiro álbum de estúdio, Get Weird. |
| 12 de setembro de 2014 | Orlando              | Estados Unidos | House of Blues                   | Gravando terceiro álbum de estúdio, Get Weird. |
| 13 de setembro de 2014 | Atlanta              | Estados Unidos | The Masquerade                   | Gravando terceiro álbum de estúdio, Get Weird. |
| 14 de setembro de 2014 | Nashville            | Estados Unidos | Ryman Auditorium                 | Gravando terceiro álbum de estúdio, Get Weird. |
| 16 de setembro de 2014 | Grand Prairie        | Estados Unidos | Verizon Theatre at Grand Prairie | Gravando terceiro álbum de estúdio, Get Weird. |
| 17 de setembro de 2014 | Houston              | Estados Unidos | Revention Music Center           | Gravando terceiro álbum de estúdio, Get Weird. |
| 19 de setembro de 2014 | Phoenix              | Estados Unidos | Comerica Theatre                 | Gravando terceiro álbum de estúdio, Get Weird. |
| 22 de setembro de 2014 | Los Angeles          | Estados Unidos | Hollywood Palladium              | Gravando terceiro álbum de estúdio, Get Weird. |
| 23 de setembro de 2014 | San Jose             | Estados Unidos | City National Civic              | Gravando terceiro álbum de estúdio, Get Weird. |
| 26 de setembro de 2014 | St. Louis            | Estados Unidos | The Pageant                      | Gravando terceiro álbum de estúdio, Get Weird. |
| 27 de setembro de 2014 | Rosemont             | Estados Unidos | Rosemont Theatre                 | Gravando terceiro álbum de estúdio, Get Weird. |
| 28 de setembro de 2014 | Detroit              | Estados Unidos | The Fillmore Detroit             | Gravando terceiro álbum de estúdio, Get Weird. |
| 30 de setembro de 2014 | Charlotte            | Estados Unidos | The Fillmore Charlotte           | Gravando terceiro álbum de estúdio, Get Weird. |
| 2 de outubro de 2014   | Montclair            | Estados Unidos | Wellmont Theatre                 | Gravando terceiro álbum de estúdio, Get Weird. |
| 3 de outubro de 2014   | New York City        | Estados Unidos | JBL Live at Pier 97              | Gravando terceiro álbum de estúdio, Get Weird. |
| 4 de outubro de 2014   | Wallingford          | Estados Unidos | Oakdale Theatre                  | Gravando terceiro álbum de estúdio, Get Weird. |
| 6 de outubro de 2014   | Boston               | Estados Unidos | Paradise Rock Club               | Gravando terceiro álbum de estúdio, Get Weird. |
| 8 de outubro de 2014   | Upper Darby Township | Estados Unidos | Tower Theatre                    | Gravando terceiro álbum de estúdio, Get Weird. |
| 9 de outubro de 2014   | Silver Spring        | Estados Unidos | The Fillmore Silver Spring       | Gravando terceiro álbum de estúdio, Get Weird. |
| 11 de outubro de 2014  | Toronto              | Canadá         | The Sound Academy                | Gravando terceiro álbum de estúdio, Get Weird. |